# پروانه‌های شطرنجی
پروانه‌های شطرنجی (نام علمی: Euphydryas) نام یک سرده از زیرخانواده فرچه‌پایان نیمفالینا است.